# Roberto Ouro Vázquez
Roberto Ouro Vázquez (Palas de Rei, província de Lugo, 1900 - la Corunya, 1975) fou un advocat i polític gallec. Llicenciat en dret i militant d'Izquierda Republicana, a les eleccions generals espanyoles de 1936 fou elegit diputat per la província de Lugo pel Front Popular.